# 沼袋
沼袋（日语：／ Numabukuro */?）是東京都中野區的地名。現行行政地名為沼袋一丁目至沼袋四丁目。2013年10月1日為止的人口有13,572人。郵遞區號165-0025。

## 地理
位於中野區北部。東部與南部以妙正寺川為界，東接中野區松丘，南接中野區新井。西鄰中野區野方。北與中野區江古田之間以新青梅街道為界。町內主要為住宅地，設有西武新宿線沼袋站。新青梅街道沿線有巴士運行。

## 歷史
《鎌倉大草紙》中記載，1478年（文明8年）太田道灌等人奔往江古田原沼袋。江戶時代分為上沼袋村與下沼袋村。

### 地名由來
此地被台地圍繞，下雨時極易積水形成沼澤。被台地包圍的沼澤如同「袋」（死巷、死胡同），因而稱為沼袋。

## 設施
- 明治寺
- 實相院
- 禪定院
- 久成寺
- 貞源寺
- 正法寺
- 冰川神社
- 沼袋小學校
- 沼袋西兒童館
- 榊原電機
- 西武沼袋醫院

## 備註
1. ↑  .   [2013-10-07]. （原始内容存档于2015-06-10）.

35°43′13″N 139°39′47″E / 35.72028°N 139.66306°E